# Ошмаш
Ошмаш — река в России, протекает в Сивинском районе Пермского края. Устье реки находится в 14 км по правому берегу реки Буб. Длина реки составляет 13 км.
Исток реки расположен в 6 км к югу от села Буб. Ошмаш течёт на восток, затем поворачивает на север. Протекает деревни Захаровцы и Верхний Ошмаш. Впадает в Буб у деревни Бровилята.

## Данные водного реестра
По данным государственного водного реестра России относится к Камскому бассейновому округу, водохозяйственный участок реки — Кама от города Березники до Камского гидроузла, без реки Косьва (от истока до Широковского гидроузла), Чусовая и Сылва, речной подбассейн реки — бассейны притоков Камы до впадения Белой. Речной бассейн реки — Кама.
По данным геоинформационной системы водохозяйственного районирования территории РФ, подготовленной Федеральным агентством водных ресурсов:
- Код водного объекта в государственном водном реестре — 10010100912111100009448
- Код по гидрологической изученности (ГИ) — 111100944
- Код бассейна — 10.01.01.009
- Номер тома по ГИ — 11
- Выпуск по ГИ — 1